# Яблонов (Львовская область)
Я́блонов (укр. Яблунів) — село в Борынской поселковой общине Самборского района Львовской области Украины.
Население по переписи 2001 года составляло 432 человека. Занимает площадь 0,7 км². Почтовый индекс — 82560. Телефонный код — 3269.